# Wendy Rose
Wendy Rose (nascida em 8 de maio de 1948) é uma escritora Hopi / Miwok .  Tendo crescido em um ambiente que colocava pouca ênfase em sua origem nativa americana e branca, muitos de seus versos tratam de sua busca por sua identidade pessoal .  Ela também é antropóloga, artista e cientista social . 

## Biografia
Também conhecida sob o pseudônimo de Chiron Khanshendel, Wendy Rose é uma poetisa, escritora de não-ficção, artista, educadora e antropóloga. Como uma mistura de todas essas coisas, Rose rejeita a marginalização e a categorização, mas ela é mais conhecida por seu trabalho como poeta indígena americana.

## Início de vida
Wendy Rose nasceu Bronwen Elizabeth Edwards em 7 de maio de 1948, em Oakland, Califórnia . Embora ela seja descendente de Hopi e Miwok, Rose foi criada em uma comunidade predominantemente branca em San Francisco. Crescer em um ambiente urbano distante da vida na reserva e das relações com os nativos americanos deu a ela pouco ou nenhum acesso às suas raízes nativas quando criança. Tema central de sua poesia, ela vem de uma família mestiça. Embora seu pai seja um Hopi de sangue puro, Rose foi negada como membro da tribo de seu pai porque a ancestralidade é determinada matrilinearmente. Sua mãe era parcialmente Miwok, mas se recusou a reconhecer sua herança indígena americana (em vez disso, ela reconheceu sua ascendência européia, incluindo ascendência inglesa, escocesa, irlandesa e alemã).
Ela começou a trilhar seu próprio caminho quando jovem, quando abandonou o ensino médio para ir para São Francisco e se juntar ao Movimento Indígena Americano (AIM) e participou do protesto contra a ocupação de Alcatraz . Durante esse tempo, Rose passou um tempo aceitando sua etnia, gênero e o lugar de um índio no mundo.

## Anos de faculdade
De 1966 a 1980, ela iniciou um novo empreendimento escolar, onde se matriculou em várias faculdades. Primeiro ela frequentou o Cabrillo College e o Contra Costa Junior College. Então, em 1974, Rose se matriculou na Universidade da Califórnia, em Berkeley . Enquanto frequentava a universidade em 1976, ela se casou com Arthur Murata e obteve seu bacharelado em antropologia no mesmo ano. Dois anos depois, ela obteve seu mestrado em 1978 e se matriculou no programa de doutorado . Durante este período de sua vida, Rose publicou cinco volumes de poesia e completou seu Ph.D. em antropologia.

## Carreira profissional
Além das funções já mencionadas de poeta, historiadora, pintora, ilustradora e antropóloga, Wendy Rose também é professora, pesquisadora, consultora, editora, palestrante, bibliógrafa e consultora.
Depois de voltar aos estudos, Rose não deixou o mundo acadêmico novamente e passou a ensinar estudos nativos americanos e étnicos primeiro na Universidade da Califórnia, Berkeley, de 1979 a 1983, depois na California State University, Fresno, de 1983 a 1984. e, finalmente, em seu cargo atual no Fresno City College em 1984, onde é coordenadora do Programa de Estudos do Índio Americano e editou o American Indian Quarterly. Rose é membro da Federação Americana de Professores e atuou como facilitadora da Associação de Tribos da Califórnia Não Reconhecidas Federalmente. Além disso, ela também atua na Comissão de Línguas e Literaturas da América da Associação de Línguas Modernas, na Série de Escritores Nativos do Smithsonian, no Projeto de Literatura Feminina da Oxford University Press e no Conselho de Coordenação de Revistas Literárias.

## Temas

### Temas principais
Alguns dos principais temas explorados nas obras de Wendy Rose são temas relacionados à experiência dos nativos americanos (tanto especificamente dela como também mais amplamente aplicados a outras culturas de marginalização): colonialismo, imperialismo, dependência, nostalgia dos velhos tempos, reverência pelos avós, ressentimento pelas condições do presente, situação dos índios das reservas e das cidades, sentimento de desesperança, poder do trapaceiro, feminismo como sinônimo de herança, compromisso mortal, simbolismo de tudo o que foi perdido (como a terra), tensão entre o vontade de resgatar o passado e a inevitabilidade da mudança, arrogância dos brancos, problemas dos mestiços (ou mestiços).
Claro que há outros temas, muitos dos quais relacionados à sua vida como antropóloga. Embora ela geralmente evite sua carreira como antropóloga, afirmando constantemente que ela não é realmente um deles (como ela faz em "Neon Scars" e seu artigo sobre xamanismo branco), o leitor é constantemente lembrado de seu envolvimento na história e ciência através do imaginário da poesia e das epígrafes históricas.

## Xamanismo branco
Embora qualquer um deles possa ser discutido detalhadamente, um dos temas mais predominantes que Wendy Rose emprega, que une muitos dos outros temas mais obscuros, é o conceito vividamente expresso no poema "For the White poets who would be Indian" (Para os poetas brancos que seriam indianos) ( discutido abaixo) conhecido como “xamanismo branco”.
O xamanismo branco é um termo cunhado pelo crítico Cherokee, Geary Hobson, que ele definiu como “o número aparentemente crescente de poetas da pequena imprensa de origem geralmente branca euro-cristã americana, que em seus poemas assumem a persona do xamã, geralmente disfarçado de um curandeiro índio americano. Ser poeta simplesmente não basta; eles devem reivindicar um poder de fontes superiores.
Tanto Hobson quanto Rose veem esse xamanismo branco como um tipo moderno de imperialismo cultural . Em seu discurso sobre o xamanismo branco, "O que é todo esse alarido sobre o xamanismo branco, afinal?" , Rose compara um homem branco sem nenhuma conexão de sangue real com nativos americanos que se autodenomina xamã com um homem que afirma ser um rabino que não é judeu.
Os nativos americanos veem o xamã branco com uma mistura de humor e desprezo. Não é apenas o simples ato de sair de sua cultura que incomoda os nativos americanos, mas eles estão deturpando a verdadeira cultura indígena (suas imagens são sombras do verdadeiro estilo indígena). Rose se opõe à ideia de que, por meio da leitura e audição sobre a cultura indiana, qualquer pessoa possa simplesmente alegar ser um porta-voz da experiência dos nativos americanos.
Como ela diz, “O problema com os 'xamãs brancos' é de integridade e intenção, não de tópico, estilo, interesse ou experimentação”. Rose não tem nenhum problema com outras raças escrevendo sobre os nativos americanos e sua história, desde que seja escrito a partir de sua perspectiva e não de uma persona de “xamã branco” falsamente fabricada que simplesmente afirma que eles têm autoridade para falar e entender o nativo americano. experiência.
Na introdução de sua coleção retrospectiva Bone Dance (1994), ela afirma que "o pessoal é político". Como o estudioso David Perron coloca tão eloquentemente: “Passamos a entender que a diversidade da poesia de Rose não é sobre distinções, mas sobre totalidade. Seu desprezo pelo "xamã  branco" vem da falta de integridade que eles representam, uma integridade que ela lutou para definir em si mesma e em seu trabalho. Enquanto ela lutava para encontrar sua identidade dentro de sua linhagem e cultura mistas, usando a poesia para se expressar, o "xamã branco" simplesmente roubou de sua cultura. Como sua poesia denuncia a posição de injustiça, o "xamã  branco" falou de uma posição privilegiada. Assim, por mais difícil que seja resumir as obras de Wendy Rose, seus escritos sobre o “xamanismo branco” reúnem diferentes vertentes de temas que aparecem ao longo de sua poesia.”

## Obras selecionadas (análise de poesia)

### "Truganinny"
Provavelmente seu poema mais conhecido e escrito, "Truganinny" é um exemplo de Rose indo além da experiência dos nativos americanos e expandindo-a para a luta de identidade experimentada por outros "mestiços" ou "párias" em outras raças.
A epígrafe que é o ponto de partida do poema conta a história de Truganinny, a última tasmaniana, que viu o marido empalhado, montado e exposto. Era seu último desejo que seu corpo também não fosse submetido a essas indignidades após a morte. No entanto, seu último desejo foi ignorado e ela também foi exposta por mais de 80 anos.
O poema permite que o leitor experimente isso, seu último desejo, de uma forma muito pessoal e poderosa, ao nos convidar a nos aproximar e ouvir o que ela tem a dizer como um ente querido e uma confidência. No entanto, o leitor fica impressionado com o fato de que, mesmo quando lemos seu pedido final, sabemos que não foi honrado. Isso tem uma implicação social adicional no silenciamento de culturas marginalizadas e, adicionalmente, das mulheres.

### "For the White poets who would be Indian (Para os poetas brancos que seriam indianos)"
Este poema está diretamente relacionado ao tema do “xamanismo branco” (discutido acima) e baseado na indignação pessoal de Rose para com os não-nativos americanos que afirmam compreender a experiência dos nativos americanos. Rose assume a posição firme de que não é possível entender algo do qual não se faz parte. Ela usa imagens poderosas associadas às tradições nativas e as menciona de maneira irreverente, praticamente jogando fora cada imagem (rostos pintados, pele de veado, etc.) uma vez, e entender completamente o que significa ser um índio. Ela usa sarcasmo e ironia no poema.
Enquanto muitos outros poemas desse tipo podem soar enfadonhos e ofensivos, o poema de Rose transmite uma mensagem e transmite sua óbvia participação emocional no assunto, ao mesmo tempo em que consegue não soar como um sermão excessivamente emocional. Em suma, este poema é a explicação de Rose sobre a hipocrisia do “xamã branco”.

### "Eu esperava que minha pele e meu sangue amadurecessem"
Em nenhum outro poema Rose consegue fundir turbulência interna e violência para criar beleza com tanta habilidade quanto em "I Expected My Skin and My Blood to Ripen". Entrelaçando guerra e paz, Rose traz as vítimas no joelho ferido de volta à vida para que nós, leitores, possamos testemunhar os itens que possuíam sendo arrancados de seus corpos junto com sua carne e sua dignidade.
O poema começa com uma passagem sobre Wounded Knee sobre o “enterro” dos corpos em uma vala enquanto seus itens e posses são vendidos como arte. O poema reflete essa ironia de valorizar itens acima da vida humana (como outro de seus poemas reage à ideia de esqueletos indígenas por dinheiro).
Algumas das imagens mais poderosas são dela como uma fruta caída, cheia de suco e polpa e carne que (como aqueles índios que foram jogados na vala) é descascada, provada e descartada.
Ela fala de nenhum futuro e nenhum passado enquanto bebês de lança de baioneta e contas são doadas. A imagem da façanha congelada lembra a trilha – aquela longa jornada onde os índios são todos forçados a se juntar, separados, e depois alguns ficam para trás; eles eram vistos apenas como gado (pouco mais que carne).
O poema também contém um exemplo do tema do estupro de mulheres indígenas, que é imediatamente seguido pela imagem de uma mãe comendo seu filho para salvá-lo do mundo porque “não há mágica suficiente” para parar as balas. Sua fé e tradições não podem parar a opressão.

### "Notas sobre uma conspiração"
O poema "Notas sobre uma conspiração" é um poema poderoso, que começa com um trecho de cerca de 40 crânios escavados. O poema gira em torno do tema da colonização branca.
Começa com a imagem do “sonho do antílope” e seus “olhos abertos para as grandes e antigas visões / do puma e do urso, mas com a cascavel / enquanto eu passo e ouço sua canção”. A visão onírica invoca imagens da cultura indiana tradicional, que é ainda mais fortalecida pela relação da visão onírica com os animais (estreitamente associada às tradições indianas mais antigas) e novamente pelo tema da canção.
Ela menciona a extinção de seu povo como uma espécie exterminada. Então ela começa a denunciar mais explicitamente o colonialismo e (especificamente) o Destino Manifesto. Ela liga diretamente os colonizadores à América branca de hoje, chamando-os de negociantes de caveiras que estão escavando os crânios dos índios mortos. Sua poesia fala sarcasticamente sobre como os colonos pensavam que haviam conquistado o direito à terra porque viajaram por mar. Os índios acreditavam que os americanos deveriam ter vindo trazendo presentes, mas em vez disso vieram apenas falando sobre terras e dinheiro.
Então ela pergunta onde estão os pontos fortes do passado? Onde estão as danças? Parece que a única música que resta agora está em sua poesia!
“Eles nos culpam por sua culpa. Dizem que somos poucos privilegiados. Dizem que jogamos demais. A forma como essas linhas são escritas reflete seu significado e faz você se sentir como se estivesse ouvindo: “eles culpam... eles dizem... eles dizem... etc.” Essa ideia de jogar a culpa do que aconteceu com os índios nos índios é comum e desprezível. Reflete a ideia dos colonizadores dando (“presenteando”) terras aos índios como se não fossem deles em primeiro lugar. Então eles dizem que os índios são tão privilegiados, mas que privilégios eles têm quando são constantemente pré-julgados por coisas como beber e jogar?
“... e agora o cientista se pergunta sobre a bala que ele ergueu do pequeno lugar macio onde minha filha dorme.” Então ela termina amarrando todas essas imagens associadas aos crânios de volta ao presente, dizendo que as descobertas dos cientistas não são história antiga, mas ainda têm um impacto direto sobre essas pessoas e seus filhos.

## Recepção critica

### Conteúdo
Wendy Rose tem sido uma das principais vozes da poesia nativa americana ressurgente no último quarto de século.
Em uma entrevista com Joseph Bruchac, ela disse a ele que vê sua tarefa como “contadora de histórias” enquanto narra os sofrimentos de povos deslocados e párias birraciais em todo o mundo, além de tratar de questões ecológicas e feministas.
O trabalho de Wendy Rose está profundamente enraizado na etnografia e nos mitos vivos dos povos indígenas. Notável por versos detalhando sua busca por identidade tribal e pessoal, grande parte da poesia de Rose examina as experiências de nativos americanos mestiços afastados das sociedades nativas e brancas. Isso decorre de sua própria herança mista e busca por identidade. A própria Rose disse: “Tudo o que escrevo é fundamentalmente autobiográfico, não importa o estilo ou tópico”. No entanto, ao contrário de muitos poetas brancos atuais e convencionais, seus poemas vão além da auto-análise para se concentrar em outras pessoas presas entre culturas como ela.
Ao mesmo tempo, a diversidade também é aparente e expressa através de múltiplas perspectivas e abrangendo uma ampla gama de experiências universalmente humanas.
Em sua introdução a Bone Dance, ela nos diz: “Muitas vezes fui identificada como uma 'poeta de protesto' e, embora algo em mim desagrade por ser tão bem categorizada, isso é em grande parte a verdade”. Um grande elemento de sua poesia é político, o que também não surpreende, sabendo de seu envolvimento com o AIM e outros movimentos nativos americanos. Como ela diz, “porque o político é pessoal” torna-se parte da poesia, intencionalmente ou não.
Conhecendo sua formação em antropologia e em várias organizações nativas americanas, não é de surpreender que a imagem mais predominante em sua poesia sejam os ossos. Em sua poesia, a imagem do osso maltratado é a ligação direta com o senso de identidade dos nativos americanos. Os ossos de índios mortos quase formam as palavras da página e são a lombada que une cada um de seus volumes de poesia. A partir de seu trabalho com a antropologia, ela escreve sobre ossos leiloados, objetos vendidos e corpos empalhados para nossa edificação em uma exposição de museu. Esses índios mortos formam os fantasmas que assombram sua poesia e, ao mesmo tempo, recebem uma nova vida e a chance de falar em sua poesia.
Mas talvez o elemento mais incrível da poesia de Rose seja sua capacidade de capturar a dura verdade por trás da experiência dos nativos americanos e torná-la acessível a leitores não nativos.

### Forma
Seu estilo é poderosamente evocativo e econômico e ela emprega principalmente versos livres (embora ciente de outras formas). Embora na maior parte ela seja uma poetisa lírica, traços da tradição oral indiana e do canto transparecem em sua poesia. Como ela diz em sua introdução a Bone Dance, “se as palavras não podem ser cantadas na linguagem genuína da velha maneira, elas devem ser escritas”.
Outra escolha estilística que ela faz é freqüentemente começar com uma epígrafe dos registros escritos do longo ataque aos Povos Nativos . Freqüentemente, ela usa essa epígrafe do mundo histórico e arqueológico como ponto de partida para sua poesia, narrada por uma voz nativa identificada, permitindo que o leitor estabeleça a conexão entre os dois. Essa justaposição dá vida ao “artefato histórico” de osso ou tecido e podemos ver a pele sendo literalmente arrancada com a linguagem da poesia e dando ao observador casual uma visão real daquele objeto.
Seu uso da linguagem básica e cotidiana é um ponto de discórdia. A princípio pode parecer simples, mas essa simplicidade de linguagem permite que uma gama maior de emoções apareça em seu trabalho. Ela explica isso em sua introdução ao Bone Dance: “Nunca achei que bastasse mostrar agilidade com palavras ou frases inteligentes. Acredito que poesia inacessível não funciona. Se o ouvinte precisa fazer uma aula especial sobre como apreciá-lo, então o poema falhou. Eu me mantenho nesse padrão e tento lembrar que a linguagem 'comum' contém todas as imagens e beleza necessárias ao poema.”

## Obras

### Introdução
Cada uma das coleções de poesia de Wendy Rose representa uma fase diferente de sua vida e um conjunto diferente de experiências e pode ser ligada a diferentes pontos de sua vida que influenciaram cada volume de maneira única.